# Straßenbahn Rutland
Die Straßenbahn Rutland war der Straßenbahnbetrieb der Stadt Rutland im US-Bundesstaat Vermont, der von 1885 bis 1924 bestand. 

## Geschichte

### Pferdebahn
Die Rutland Horse Railroad Company erhielt am 13. November 1882 eine Konzession zum Bau und Betrieb einer Pferdeeisenbahn vom Ausstellungsgelände nach West Rutland mit Zweigstrecken in der Main Street und zum Bahnhof der Stadt. Die Gesellschaft wurde kurz darauf umbenannt und als Rutland Street Railway Company am 6. Juli 1885 aufgestellt. Zwei Linien wurden am 13. Dezember 1885 eröffnet:
- Die Main Line (Hauptlinie) begann am Ausstellungsgelände an der South Main Street und verlief durch die Strongs Avenue, Merchants Row, Grove Street, State Street, Columbian Avenue, West Street, Rutland Road, Pleasant Street zur Depot Street (Thrall Avenue) in West Rutland auf einer Länge von 5,5 Meilen (8,8 km). Die Wagen trugen grüne Lampen und waren Zweispänner. Der Fahrplan sah einen Stundentakt vor.
- Die City Line (Stadtlinie) führte als Ringlinie von der Merchants Row über Center Street, Wales Street, Washington Street, Main Street, Crescent Street, Grove Street wieder zur Merchants Row und war 2,5 Meilen (4 km) lang. Nahe der Ecke Merchants Row/Center Street befindet sich der Bahnhof der Stadt. Die Lampen der auf der City Line eingesetzten Einspänner waren rot. Die Wagen fuhren alle 30 Minuten.

Die Fahrzeuge kamen von der J. G. Brill Company aus Philadelphia. Das Depot der Bahn war in der Baxter Street, eine kurze Betriebsstrecke führte von dort zur State Street.

### Elektrifizierung
Im Juni 1894 fasste die Bahngesellschaft den Beschluss, die Bahn zu elektrifizieren. Unter laufendem Betrieb wurden die Schienen der Pferdebahn durch stärkere ersetzt, die die schwereren Motorwagen tragen konnten. Am 26. November 1894 wurde auf dem Netz der elektrische Verkehr aufgenommen. Es fuhren jetzt drei Linien:
- Main Line: Merchants Row – West Rutland
- North Belt Line (nördliche Ringlinie): Ausstellungsgelände – Merchants Row – Crescent Street – Main Street
- South Belt Line (südliche Ringlinie): Ausstellungsgelände – Merchants Row – Washington Street – Main Street

Gleichzeitig eröffnete man einen neuen Betriebshof gegenüber dem Ausstellungsgelände an der South Main Street und Mitte Februar 1895 ging in West Rutland an der Depot Street/Marble Street ein zweites Depot in Betrieb. Das alte Depot der Pferdebahn in der Baxter Street wurde stillgelegt. 

### Weiterer Netzausbau
Im Dezember 1902 ging eine 18,7 Kilometer lange Verlängerung der Hauptlinie in Betrieb. Abseits der Straßen führte die Strecke vom Bahnhof West Rutland direkt neben der Bahnstrecke Whitehall–Rutland der Delaware and Hudson Railroad nach Castleton, durch die Main Street in Castleton, auf einer langen Jochbrücke über die Eisenbahnstrecke und durch Hydeville nach Fair Haven, wo die Strecke in der Cottage Street endete. Zusätzlich entstand ein vier Kilometer langer Abzweig von Castleton Corners westlich von Castleton zum Lake Bomoseen, der von Anfang Juni bis Mitte September jeden Jahres bedient wurde.
Am 18. November 1908 fusionierte der Straßenbahnbetrieb mit anderen Unternehmen und bildete die Rutland Railway, Light and Power Company. Die Strecke wurde im Herbst 1911 um weitere elf Kilometer von Fair Haven über die River Street und nahe der Mahar Road und Evergreen Road nach Poultney verlängert. Nördlich von Poultney baute man ein Verbindungsgleis zur Bahnstrecke Castleton–Eagle Bridge. Die Strecke verlief hier zwischen der Eisenbahn und der York Street Extension. Sie führte dann auf der York Street, College Street und Main Street in das Zentrum von Poultney und endete direkt vor dem Bahnübergang direkt am Bahnhof. Die Gesamtlänge des Streckennetzes belief sich damit auf 55,5 Kilometer. Alle Strecken waren eingleisig mit Ausweichen.

### Niedergang und Stilllegung
1913 musste die Jochbrücke bei Castleton zu einem Damm verfüllt werden, als sie von der Aufsichtsbehörde für baufällig erklärt und die Geschwindigkeit über die Brücke auf 6 Meilen pro Stunde (10 km/h) beschränkt wurde. 1917 wurde, um Kosten einzusparen, auf Schaffner verzichtet und der Einmannbetrieb eingeführt. Nur auf den Sommerwagen zum Lake Bomoseen fuhren noch Schaffner mit. Im September 1918 wurde dieser Abzweig jedoch stillgelegt. Nachdem immer weniger Fahrgäste verzeichnet werden konnten, stellte die Bahngesellschaft am 6. Juli 1924 den Betrieb zwischen West Rutland und Poultney und am 26. Dezember des gleichen Jahres auf dem restlichen Netz ein. Die Gleise wurden im folgenden Frühjahr abgebaut und verschrottet.